# Cnezatul Moscovei
Cnezatul (Principatul/Ducatul) Moscovei (în limba rusă Княжество Московское) sau Marele Cnezat (Principat/Ducat) al Moscovei (Великое княжество Московское sau Țaratul Rus (Царство Русское) sunt numele sub care este cunoscut statul rus care a existat între secolele al XIV-lea și al XVII-lea. Marele Cnezat al Moscovei, așa cum este cunoscut statul în documentele rusești, este urmașul Rusiei Kievene (în zonele de nord și est ale acestui stat) și predecesorul Imperiului Rus. 
Domnia țarilor a început în mod oficial cu Ivan al IV-lea (Ivan cel Groaznic), primul monarh care s-a încoronat "Țar al Rusiei", dar practic a început cu Ivan al III-lea (Ivan cel Mare), cel care a desăvârșit centralizarea statului în aceeași perioadă în care Ludovic al XI-lea desăvârșea centralizarea statului francez.
Dezvoltarea statului rusesc poate fi urmărită de la Cnezatul Vladimir-Suzdal, prin Cnezatul Moscovei până la Imperiul Rus. Cnezatul Moscovei își datora bogăția și puterea moștenirii lăsate de Rusia Kieveană, drumurilor comerciale care legau Marea Baltică, Marea Albă și Marea Caspică și Siberia și sitemului politic autocratic puternic centralizat. Tradițiile cnezatului și-au pus amprenta puternică pe întreaga societate rusă până în zilele noastre.

## Dezvoltarea Moscovei

Cnezatul Moscovei 1340-1462

Când mongolii au invadat teritoriul Rusiei Kievene, Moscova era doar un neînsemnat avanpost comercial al Cnezatului Vladimir-Suzdal. Cu toate că mongolii au incendiat Moscova în iarna anului 1238 și au jefuit orașul în 1293, micul avanpost a fost reclădit, pădurile înconjurătoare oferind un minim adăpost în fața atacurilor și ocupației mongole. Râurile înconjurătoare îi asigurau accesul la Marea Neagră, Marea Baltică și  zona caucaziană. Dezvoltarea cnezatului a fost asigurața, în afară de așezarea geografică favorabilă și de multiplele legături comerciale, de o serie de cneji ambițioși, hotărâți și norocoși. Primul conducător al cnezatului a fost  Daniil Alexandrovici (? –  1303). El a asigurat tronul cnezatului  pentru urmașii săi din ramura moscovită a Dinastiei Rurik. Fiul lui, Ivan I (1325-1340), știut și sub numele Ivan Kalit (Ivan Pungă de Bani), a obținut titlul de Mare Cneaz (Principe) al Vladimirului de la suzeranii feudali mongoli. 
El a cooperat strâns cu mongolii și a primit sarcina colectării tributului datorat de celelalte principate rusești. Această relație i-a permis lui Ivan să câștige influență regională, în special în detrimentul principalului rival al Principatului Moscovei, orașului Tver. În 1327, mitropolitul ortodox și-a mutat reședința de la Vladimir la Moscova, fapt care a crescut și mai mult prestigiul cnezatului.

"Vechi ruși" pictură de Ivan Goriușkin-Sorokopudov, 1910

În secolul al XV-lea, marii cneji ai Moscovei au început să unească pământurile rusești pentru creșterea puterii, bogăției, populație și întinderii principatului. Cel care a avut cel mai mare succes în această întreprindere a fost Ivan al III-lea cel Mare (1462-1505), cel care a cucerit Novgorodul în 1478 și Tverul în 1485. Moscova și-a extins puterea asupra celei mai mari părți ale teritoriilor locuite de ruși până pe la anul 1480, când Hoarda de Aur a tătărilor a încetat în mod oficial să mai fie puterea feudală suzerană, (vezi și Îndelungata așteptare de pe râul Ugra). Prin moștenire, Ivan a obținut o parte a provinciei Riazanului, iar cnejii Rostovului și Iaroslavlui s-au subordonat de bună voie Moscovei. Orașul Pskov a rămas independent în această perioadă, dar fiul lui Ivan, Vasili al III-lea (1505-1533), a reușit până la urmă să cucerească și acest oraș nord-estic. 
La începutul secolului al XVI-lea, tânărul stat rus a avut ca scop național reunificarea tuturor teritoriilor rusești pierdute ca rezultat al invaziei mongolilor și apărarea granițelor împotriva atacurilor hoardelor. Boierii au primit feude de la suveranii ruși, în schimb fiind obligați să lupte în armată. Sistemul feudelor a asigurat baza pentru armata nobiliară de cavalerie. 
Ivan al III-lea a fost primul suveran moscovit care a folosit titlul de Țar și de "Conducător al tututor rusilor". Ivan a intrat în competiție cu puternicul vecin din nord-est, Marele Ducat al Lituaniei pentru controlul mai multor cnezate semiindependente de pe cursul superior al râului Nipru, care făcuseră parte din Rusia Kieveană. Folosindu-se de trădările unor principi locali, de încăierări de frontieră și de un lung război cu Lituania, Ivan al III-lea a reușit să împingă granițele principatului spre vest și practic să tripleze dimensiunile țării în timpul domniei sale.

## Evoluția autocrației ruse
Consolidarea puterii în interior a fost acompaniată de expansiunea externă a statului. Până în secolul al XV-lea, suveranii Moscovei considerau întreg teritoriul Rusiei ca proprietatea lor colectivă. Mai mulți prinți semiindependenți din dinastia Rurik mai aveau pretenții asupra diferitelor teritorii, dar Ivan al III-lea i-a forțat pe toți principii mai puțin importanți să-l recunoască pe Marele Cneaz al Moscovei și pe urmașii lui ca suverani incontestabili, care să aibă controlul total asupra domeniilor militar, judiciar și al afacerilor externe. Gradual, suveranii Moscovei au devenit conducători puternici autocratici, țari. Prin asumarea acestui titlu, prinții moscoviți subliniau statutul egal cu cel de împărat, aflat la egalitate cu bazileul Imperiului Bizantin și cu hanul Marii Hoarde. După căsătoria lui Ivan al III-lea cu Sofia Paleologu, nepoata ultimului împărat bizantin, curtea de la Moscova a putut adopta termenii, ritualurile, titlurile nobiliare bizantine și stema vulturului bicefal. La început, termenul "autocrat" desemna numai un suveran independent, dar în timpul țarului Ivan al IV-lea a început să însemne "monarh cu puteri nelimitate". Ivan al IV-lea a fost încoronat țar și a fost recunoscut ca împărat de biserica ortodoxă. Mai mult, un călugăr a afirmat că, de vreme ce Constantinopole a fost cucerit de Imperiul Otoman în 1453, țarul Moscovei a devenit singurul monarh ortodox legitim, iar Moscova a devenit a treia Romă, deoarece era succesorul final al Imperiului Roman și al Imperiului Bizantin, foste centre ale creștinătății în secolele trecute. Această teorie a fost din acel moment adoptată de toți rușii în secolele care au urmat.

## Evoluția aristocrației ruse
Boierii erau nobili ereditari împărțiți în trei categorii: 
1. Cnejii (Prinții) Rurikizi: prinții Principatelor de pe cursul supreior al râului Oka, Suzdalului, Rostovului, Iaroslavlui, care au trăit în Moscova după ce principatele lor ereditare au fost încorporate  în Cnezatul Moscovei. Astfel de prinți erau cei din familiile Șuiski, Vorotinski, Repnin sau Romodanovski;
2. prinți străini din Marele Ducat al Lituaniei și din Hoarda de Aur, care pretindeau că sunt urmașii Marelui Duce Gediminas, respectiv ai lui Genghis Han. Printre aceștia s-au numărat cei din familiile Belski, Mstislavski, Galiține, Trubețkoi;
3. vechi familii nobiliare moscovite care au fost înregistrați în serviciul Marelui Cneaz începând din secolul al XIV-lea. Printre aceștia s-au numărat cei din familiile: Romanov, Godunov, Șeremetiev.

Boierii Rurikizi și Gediminizi, ai căror înaintași au fost principi independenți, se considerau înrudiți cu țarul și, prin aceasta, aproape egali cu autocratul. În timpul perioadelor de tulburări dinastice, așa cum au fost cele din timpul minoratului lui Ivan al IV-lea, boierimea a reprezentat o forță internă care a fost o continuă amenințare pentru tron. Una dintre primele forme de luptă ale țarilor împotriva boierilor turbulenți a fost "opricinina" lui Ivan cel Groaznic. 
În timpul unor astfel de conflicte, Ivan cel Groaznic, Boris Godunovși alți țari au simțit nevoia să contrabalanseze puterea marii boierimi prin crearea unei noi tip de nobilime, credincioasă suveranului și care să-și fi câștgat statutul aristocratic prin serviciile aduse statului și conducătorului acestuia, mai degrabă decât prin moștenire. Mai târziu, acești nobili au fost numiți ‘‘dvorianini”. Numele le vine de la cuvântul rusesc ‘‘двор” (‘‘curte”), noua clasă putând fi considerată cea a ‘‘curtenilor țarului”. De aici și expresia ‘‘Пожаловть к Двору” –  ‘‘A fi chemați să servească Curtea”.

## Ivan al IV-lea (cel Groaznic)
Dezvoltarea puterii autocratice a atins culmea în timpul domniei lui Ivan cel Groaznic. Ivan a întărit puterea țarului până la un grad nemaiîntâlnit. În ciuda faptului că era inteligent și energic, Ivan suferea de accese de paranoia și depresie, domnia lui fiind punctată de ieșiri de o violență extremă. 
Ivan cel Groaznic a devenit Mare Cneaz al Moscovei în 1533 la numai trei ani. Facțiunile familiilor boierești Șuiski și Belski au intrat în competiție pentru controlul regenței copilului-monarh, până cănd Ivan și-a asumat puterea în 1547. Ca o reflectare a noilor pretenții imperiale, Ivan s-a încoronat țar, copiind ceremonia complicată a încoronărilor imperiale ale împăraților bizantini. Având un sprijin neîncetat al unui grup de boieri, Ivan și-a început domnia cu o serie de reforme folositoare. El a promulgat un cou cod de legi, a restructurat armata și a reorganizat organele de conducere la nivel local. Aceste reforme au fost inițiate pentru a întări statul în condițiile războielor continui din acea perioadă.

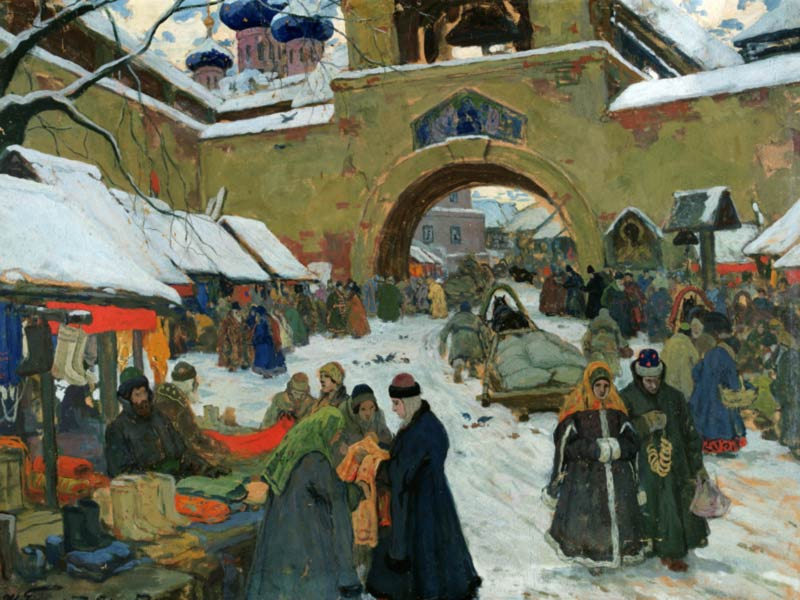
”Zi de târg în Orașul Vechi”, tablou de Ivan Goriușkin-Sorokopudov (1910)

Pe la sfârșitul deceniului al șaselea al secolului al XVI-lea, Ivan a început să fie tot mai ostil cu sfătuitorii, Divanul și boierii săi în general. Istoricii nu au reușit să descopere dacă a fost vorba de instabilitate mentală sau de dușmănii personale. În 1565, el a împărțit Rusia în două părți: domeniul public și domeniul său personal. Pentru domeniul personal, Ivan a ales câteva dintre cele mai prospere și importante regiuni ale Rusiei. În aceste zone, agenții țarului atacau boierii, negustorii și chiar și pe oamenii de rând, procedând la confiscări de averi și execuții sumare arbitrare. Astfel a început un deceniu de teroare în țară. Ca urmare a acestei politici numite ‘‘opricinina”, Ivan a distrus puterea economică și politică a familiilor boierilor de frunte, distrugându-i pe cei care luptaseră pentru clădirea unui cnezat puternic și care conduseseră țara până atunci. Activitatea comercială a scăzut, iar țăranii, care trăiau într-o continuă primejdie și care trebuiau să facă față creșterii taxelor de tot felul, au început să părăsească țara. Încercările de a îngrădi libertatea de mișcare a țăranilor prin legarea de glie, a a dus Rusia mai aproape de legalizarea iobăgiei. În 1572, Ivan a abandonat practicile opricininei. 
În ciuda zbuciumărilor interne, pe plan extern Rusia și-a continuat procesul de expansiune externă. Ivan a cucerit Hanatul Kazanului de pe cursul mijlociu al râului Volga în 1552, iar mai târziu, Hanatul Astrahanului, de la vărsarea Volgii în Marea Caspică. Aceste victorii i-au asiguratn Rusiei controlul asupra întregului curs al râului Volga și accesul către Asia Centrală. Expansiunea Rusiei către est a întâlnit o rezistență relativ scăzută. În 1581, familia de negustori de blănuri Stroganov, l-a angajat pe conducătorul cazacilor, Ermak Timofeevici, să conducă o expediție în vestul Siberiei. Cazacii au i-au învins pe mongolii Hanatului Siberiei și au cucerit teritoriile de la vest de râurile Obi și Irtîș. 
Expansiunea către nord-vest, către Marea Baltică, s-a dovedit mult mai dificilă. În 1558, Ivan a învadat Livonia, implicând Rusia într-un istovitor război de 25 de ani împotriva uniunii polono-lituaniene, Suediei și Danemarcii. În ciuda unor succese întâmplătoare, armata rusă a fost împinsă pe pozițiile de plecare, Rusia nereușind să cucerească mult râvnita ieșire la Marea Baltică. Sperând să poată profita de greutățile rușilor în luptele din Livonia, hanul Crimeii Devlet I Ghirai, în fruntea a 120.000 de călăreți, a devastat în mai multe rânduri regiunea Moscovei, până când, în 1572, bătălia de la Molodi a pus capăt incursiunilor tătărești în nord. Zonele de frontieră au mai fost jefuite de tătarii din Hoarda Nogai și Hanatul Crimeii pentru alte multe decenii. Zeci de mii de soldați au fost mobilizați pentru apărarea Marii centuri de palănci, ceea ce a fost o povară uriașă pentru Rusia, a cărui dezvoltare socială și economică nu mai avansa. Războaiele au secătuit Rusia. Unii istorici au considerat dezlănțuirea opricininei de către Ivan ca o măsură de mobilizare a tuturor resurselor pentru luptă și de reducere la tăcere a oricărei opoziții la război. Indiferent de scopuri, politica internă și externă a țarului Ivan cel Groaznic au avut efecte devastatoare asupra Rusiei, care au dus în cele din urmă la frământări sociale și război civil, așa zisele Timpuri tulburi (‘‘Смутное Время –Smutnoe Vremia”), 1598-1613.

## Timpurile tulburi
Ivan cel Groaznic a fost urmat pe tronul Rusiei de fiul său Feodor, care avea mari probleme de sănătate mintală. Puterea era deținută de cumnatul lui Feodor, boierul Boris Godunov. Poate cel mai important eveniment al domniei lui Feodor I a fost proclamarea înființării Patriarhiei Rusiei din anul 1589. Proclamarea Patriarhiei Rusiei a reprezentat actul prin care Biserica Ortodoxă Rusă și-a afirmat statutul de independență și separarea de Patriarhia Constantinopolului. În 1598, Fedor a murit fără să aibă moștenitori, Dinastia Rurik stingându-se odată cu el. Boris Godunov a convocat o adunare națională a boierilor, clericilor de frunte și a oamenilor din popor, ‘‘Zemski Sobor”, care l-a proclamat țar. Mai multe facțiuni boierești au refuzat însă să recunoască această decizie. Recoltele proaste din perioada 1601 – 1603 a provocat o foamete de proporții, ceea ce a dus la mișcări de mase, în timpul cărora a apărut un impostor, care s-a proclamat a fi Dmitri, unul dintre fii lui Ivan cel Groznic, care murise însă în 1591. Acest pretendent la tron, care a fost numit Dmitri I,  a primit sprijinul Poloniei și a mărșăluit spre Moscova, pe drum alăturându-i-se diverși boieri. Unii istorici consideră că Boris Godunov nu a fost străin de această mișcare.
Godunov a murit însă în 1605. Falsul Dmitri I a intrat în Moscova în același an, l-a ucis pe fiul lui Godunov, Fedor al II-lea și s-a încoronat țar. 

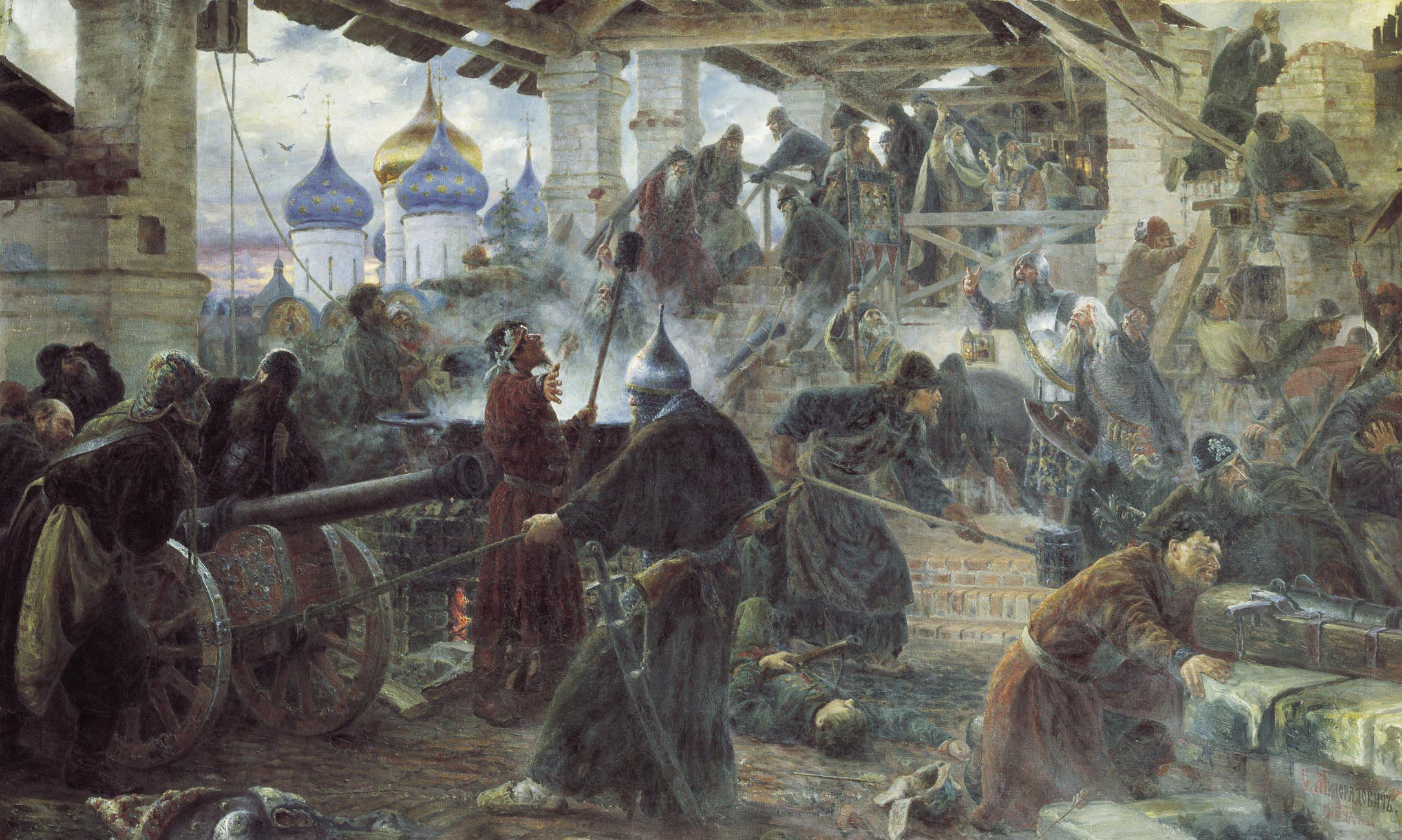
Călugării apărând cu succes Troițe-Sergieva Lavra împotriva atacurilor polonezilor, septembrie 1609 – ianuarie 1611.

Până în cele din urmă, Rusia a intrat într-o perioadă de lupte haotice continui, ‘‘Timpurile tulburi” (Смутное Время). În această perioadă, s-a desfășurat un violent război civil, complicat de uneltirile facțiunilor rivale boierești, de intervenția puterilor regionale Suedia și Polonia și de răscoalele populare. Falsul țar Dmitri I a fost ucis, iar garnizoana poloneză a fost alungată. Un boier pe nume  Vasili Șuiski a fost proclamat țar în 1606. În încercarea de a păstra tronul, Șuiskii  s-a aliat cu suedezii. Pe scena politică a Rusiei a apărut un nou pretendent, impostorul Dmitri al II-lea, aliat cu polonezii. În 1610, acest nou pretendent a fost proclamat țar cu sprijinul polonezilor care au ocupat Moscova. Ocupația poloneză a dus la izbucnirea unei mișcări de patriotice de rezistență. O nouă armată, finanțată de negustorii din nord și binecuvântată de biserica ortodoxă, i-a alungat pe polonezi din țară. În 1609, Polonia a intervenit în mod oficial în conflict, (până în acel moment, în Rusia luptaseră armate poloneze private sau de mercenari). Boierii au semnat în 1610 un tratat de pace, recunoscându-l pe Ladislaus, fiul regelui polonez Sigismund Vasa, ca țar. Cei care s-au împotrivit au fost învinși de armata poloneză la Klujin. În 1611, a apărut încă un impostor, Dmitri al III-lea, dar a fost arestat în scurtă vreme și executat. În 1612, armata de sub comanda prințului Dmitri Pojarski au reușit până în cele din urmă să-i alunge pe polonezi. În anul 1613, o nouă Adunare a Țării (zemski sobor) l-a proclamat țar pe boierul  Mihail Romanov, astfel începând domnia de 300 de ani a Dinastiei Romanov. Războiul polono-rus s-a încheiat cu  Armistițiul de la Deulino din 1618, care a restaurat temporar dominația polono-lituaniană asupra anumitor teritorii, inclusiv asupra Smolenskului, pierdut în 1509 de Marele Ducat al Lituaniei. 
Rusia s-a zbătut în haos pentru mai bine de zece ani, dar instituțiile autocratice au rămas intacte. În ciuda persecuțiilor anti-boierești, a nemulțumirilor orășenilor și a procesului treptat de iobăgire a țăranilor liberi, eforturile pentru îngrădirea puterii țarilor au fost făcute fără entuziasm. Negăsind nici o alternativă la autocrație, rușii nemulțumiți s-au raliat pozițiilor diferiților pretendenți la tron. În timpul acestei perioade, scopul politic al facțiunilor boierești era acela de a câștiga influență asupra suveranului aflat pe tron sau de a-l înscăuna pe candidatul propriu. Boierii s-au luptat între ei, clasele de jos s-au revoltat orbește, armatele străine au ocupat Kremlinul, toate acestea la un loc făcându-i pe multi să accepte absolutismul țarist ca pe singura alternativă posibilă, un rău necesar subordonat scopului mai înalt al restabilirii ordinei în țară și a unității Rusiei.

## Romanovii
Sarcina imediată noului țar a fost aceea de a face ordine în țară. Din fericire pentru Rusia, marii ei dușmani Polonia și Suedia erau încleștați într-un război de durată. Această i-a permis Rusiei să facă pace cu Suedia în 1617 și să semneze un armistițiu cu Polonia în 1619. După încercarea eșuată de recucerire a Smolenskului din 1632, (Războiul Smolenskului), Rusia a făcut pace cu Polonia în 1634. Regele polonez Wladyslaw al IV-lea, a renunțat la toate pretențiile asupra tronului Rusiei, ca parte a tratatului de pace. 
Primii Romanovi s-au dovedit monarhi slabi. În timpul țarului Mihail, afacerile statului au fost conduse de tatăl său, Filaret, care a devenit Patriarh al Bisericii Ortodoxe Ruse în  1619. Mai târziu, fiul lui Mihail Alexei (1645-1676), a apelat la sprijinul unui boier, Boris Morozov, să conducă țara. Morozov a abuzat de poziția sa pentru a se îmbogăți prin exploatarea maselor sărace, fiind demis în 1648 de țar la izbucnirea răscoalei sării din Moscova. 
Autocrația a supraviețuit "Timpurilor tulburi" și țarilor slabi și corupți. Funcționarii statului au continuat să-și facă datoria, indiferent de legitimitatea monarhului sau de facțiunea boierilor care controlau tronul. În secolul al XVII-lea, birocrația s-a dezvoltat în mod dramatic. Numărul departamentelor guvernamentale (‘‘prikazuri” ) s-au înmulțit de la 22 în 1613, la 80 până la mijlocul aceluiași secol. Deși aceste departamente aveau deseori jurisdicții care se suprapuneau sau intrau în conflict, conducerea centrală, prin guvernatorii locali, erau capabili să conducă și să controleze toate grupurile sociale, comerțul, manufacturile și chiar și biserica ortodoxă. 

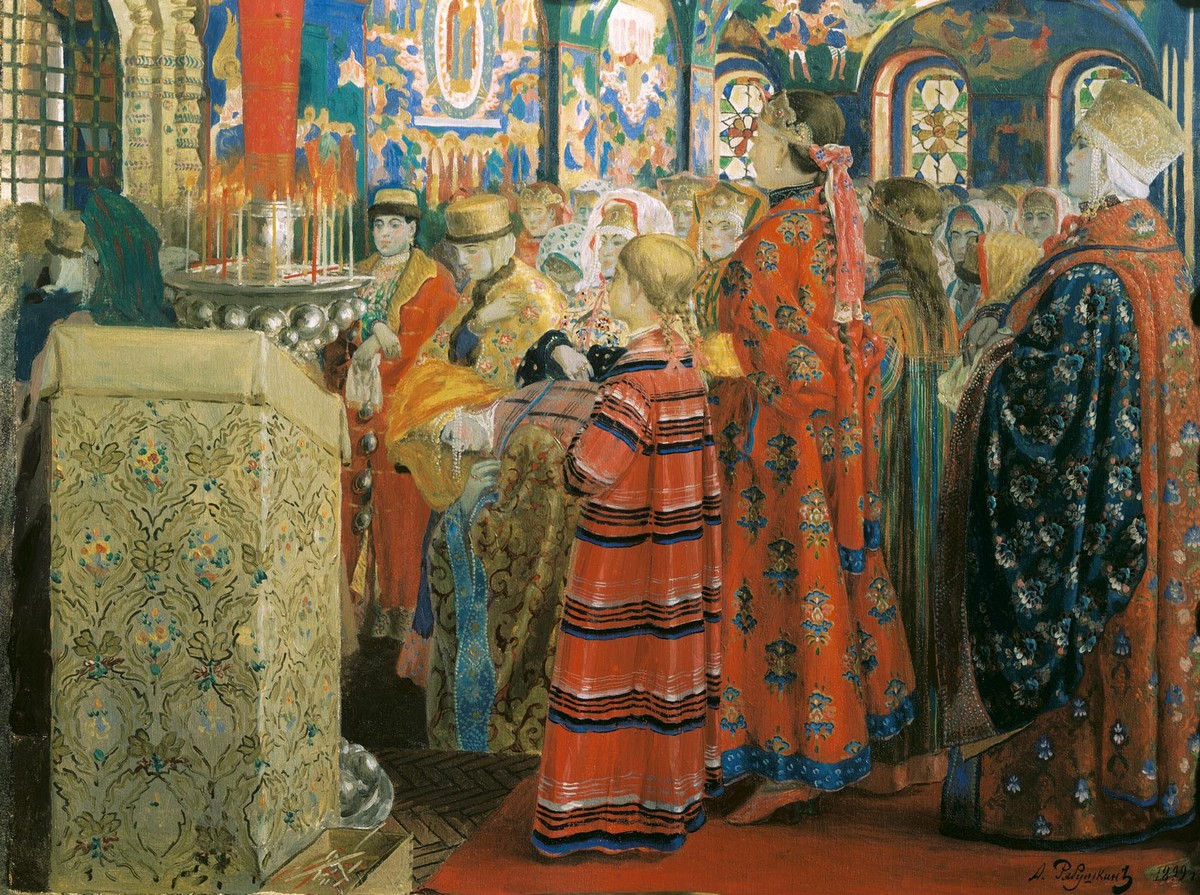
”Rusoaică la slujba bisericească”, Pictură de Andrei Riabușkin.

Cuprinzătorul cod de legi introdus în 1649 ilustra proporțiile controlului statului asupra întregii societăți rusești. Din acel moment, boierii s-au transformat într-o nouă elită, dvorianstvo, slujitori necondiționați ai statului. Statul pretindea servicii atât de la vechea cât și de la noua nobilime, în primul rând în domeniul militar, datorită permanentei stări de război de la frontierele de sud și de vest. În  scmb, nobilii au primit moșii și sate de iobagi. În secolele care trecuseră, statul restrânsese treptat dreptul țăranilor de a se muta de la un stăpân la altul. Codul din 1649 lega în mod oficial țaranii de moșia pe care își aveau domiciliul. Statul a legiferat iobăgia, țăranii care încercau să-și părăsească moșia devenind astfel fugari de stat. Proprietarii de pământ aveau puteri depline asupra tăranilor lor, putând să-i cumpere, vândă, dea la schimb sau să-i ipotecheze. 
Țăranii care trăiau pe moșiile statului nu erau considerați iobagi. Ei erau organizați în comune, care erau responsabile pentru o diversitate de obligații în muncă, produse sau bani. La fel ca și iobagii, țăranii de pe moșiile statului erau legați de pământul pe care-l lucrau. 
Clasa urbană de mijloc a negustorilor și meșteșugarilor trebuiau să plătească diferite taxe și, la fel ca șerbii, nu aveau permisiunea să părăsească orașul. Toți membrii societății trebuiau să plătească taxe și puteau fi înrolați în armată. Prin legarea celor mai mulți ruși de domiciliile lor, codul de legi din 1649 îngrădea libertatea de mișcare și subordona cetățenii intereselor statului. 
Acest cod de legi a dus la limite greu de suportat obligațiile cetățenești și taxele și impozitele, ceea ce a provocat nemulțumiri și revolte sociale care mocneau încă din timpul "Timpurilor tulburi". În deceniile al șaselea și al șaptelea al secolului al XVII-lea, numărul de țărani care fugeau de pe moșii a crescut până la cote alarmante. O zonă principală de refugiu pentru fugari era ținutul cazacilor de pe Don. În regiunea râului Volga, în 1670 și 1671, cazacul  Stenka Razin a condus o revoltă a unor largi pături de nemulțumiți, de la cazaci bogați până la iobagi fugiți în căutare de pământ. Neașteptata revoltă s-a întins de-a lungul cursului râului Volga și a ajuns să amenințe Moscova. Trupele țarului au reușit în cele din urmă să-i invingă pe rebeli. Razin a fost capturat, torturat în piața publică și executat. 

## Expansiunea
Rusia și-a continuat acapararea de noi teritorii în secolul al XVII-lea. În sud-vest a cucerit Ucraina răsăriteană, care fusese până atunci parte a statului polono-lituanian. Cazacii ucraineni organizați în sate militare la frontiera polono-tătaro-rusească. Deși serviseră ca mercenari în armata poloneză, cazacii din Armata Zaporojiană rămăseseră independenți și se răsculaseră de mai multe ori împotriva polonezilor. În 1648, țăranii ucraineni s-au alăturat cazacilor în timpul răscoalei conduse de Bogdan Hmelnițki, generată de opresiunile religioase și naționale suferite sub stăpânirea poloneză. La început, ucrainenii s-au aliat cu tătarii, care i-au ajutat să scuture jugul polonez. Când au fost părăsiți de tătari, care au schimbat alianțele pentru a se a alătura polonezilor, ucrainenii au trebuit să găsească o soluție pentru a-și menține pozițiile câștigate prin luptă. Conducătorul lor, Bogdan Hmelnițki, s-a oferit în 1654 să plaseze Ucraina sub protecția țarului moscovit, Alexei I. Alexei i-a acceptat oferta, care a fost ratificată prin Tratatul de la Pereiaslav, și care a dus la un război prelungit între Polonia și Rusia. Prin Tratatul de la Andrusovo din 1667, Ucraina a fost împărțită de-a lungul râului Nipru, reunind partea vestică cu Polonia, (Ucraina de vest), lăsând sectorul răsăritean, (Ucraina de est), sub sezeranitatea țarului ca un teritoriu autonom – Hetmanatul cazacilor.
În răsărit, Rusia a cucerit Siberia de vest în secolul al XVI-lea. De pe acestă bază, negustorii, meșteșugarii și exploratorii au început să avanseze tot mai departe spre răsărit, de la râul Obi spre râurile Enisei și Lena, până la tărmul Oceanului Pacific. În 1648, cazacul Semion Dejnev a deschis traversarea dintre Asia și America. Pe la mijlocul secolului al XVII-lea, Rusia atinsese malurile râului Amur, la granița Imperiului Chinez. După o perioadă de conflicte cu Dinastia Manciuriană, Rusia a făcut pace cu China în 1689. Prin Tratatul de la Nercinsk, Rusia a cedat în regiunea văii râiului Amur, dar a primit acces la regiunea de la răsărit de Lacul Baikal și la drumul comercial către Beijing. Pacea cu China a întărit legătura cu țărmul Oceanului Pacific care fusese deschisă la jumătatea secolului. 
Expansiunea către sud-vest, în mod special încorporarea estului Ucrainei, a avut urmări nebănuite.  Cei mai mulți ucraineni erau ortodocși, dar contactele lor îndelungate cu catolicismul și Contrareforma poloneză au adus și noi curente de gândire în țarat. Prin Academia de la Kiev, Rusia a fost influențată de lumea catolică poloneză și central-europeană și de cea ortodoxă din Europa de Sud-Est. Deși legătura cu ucrainenii a stimulat creativitatea rușilor în multe domenii, a subminat cultura și practicile religioase tradiționale rusești. Biserica Ortodoxă Rusă a descoperit că izolarea de Constantinopole a introdus diferențe majore în cărțile liturgice și în practicile religioase. Patriarhul Moscovei Nikon a fost hotărât să realinieze textele sfinte rusești cu originalele grecești. Dar Nikon a trebuit să facă fața opoziției a numeroși ruși care vedeau în aceste corectări un amestec străin neavenit, sau chiar o lucrătură a diavolului. Când reformele lui Nikon au fost impuse cu forța, a rezultat o primă schismă în cadrul Bisericii Ortodoxe Ruse. Cei care nu au acceptat reformele au fost numiți Credincioșii de rit vechi (staroveri), au fost considerați eretici și au fost persecutați de stat și de biserica oficială. Liderul opoziției religioase, arhiepiscopul Avvakum, a fost ars pe rug. Schisma a devenit permanentă, mulți negustori și țărani alăturându-se "Credincioșilor de rit vechi". 
Curtea tarului a resimțit de asemenea impactul Ucrainei și a vestului european. Kievul a fost un canal major de transmitere a noilor idei prin intermediul academiei fondate în 1631 de Mitropolitul Petru Movilă. Printre rezultatele acestei infuzii de idei a fost stilul baroc în arhitectura, literatura și școala de pictură rusă.  Alte canale directe s-au deschis prin intermediul relațiilor comerciale cu occidentul și a călătorilor străini care vizitau Rusia. 
Curtea tarului a devenit interesată în tehnologiile vestice, mai ales atunci când era vorba de aplicații miltare. Până la sfârșitul secolului al XVII-lea, influențele ucrainiene, poloneze și occidentale subminaseră sistemul tradițional cultural moscovit și, cel puțin la nivelul elitelor, deschiseseră calea pentru transformări cu adevărat radicale.

## Informațiile despre Rusia din Europa Occidentală

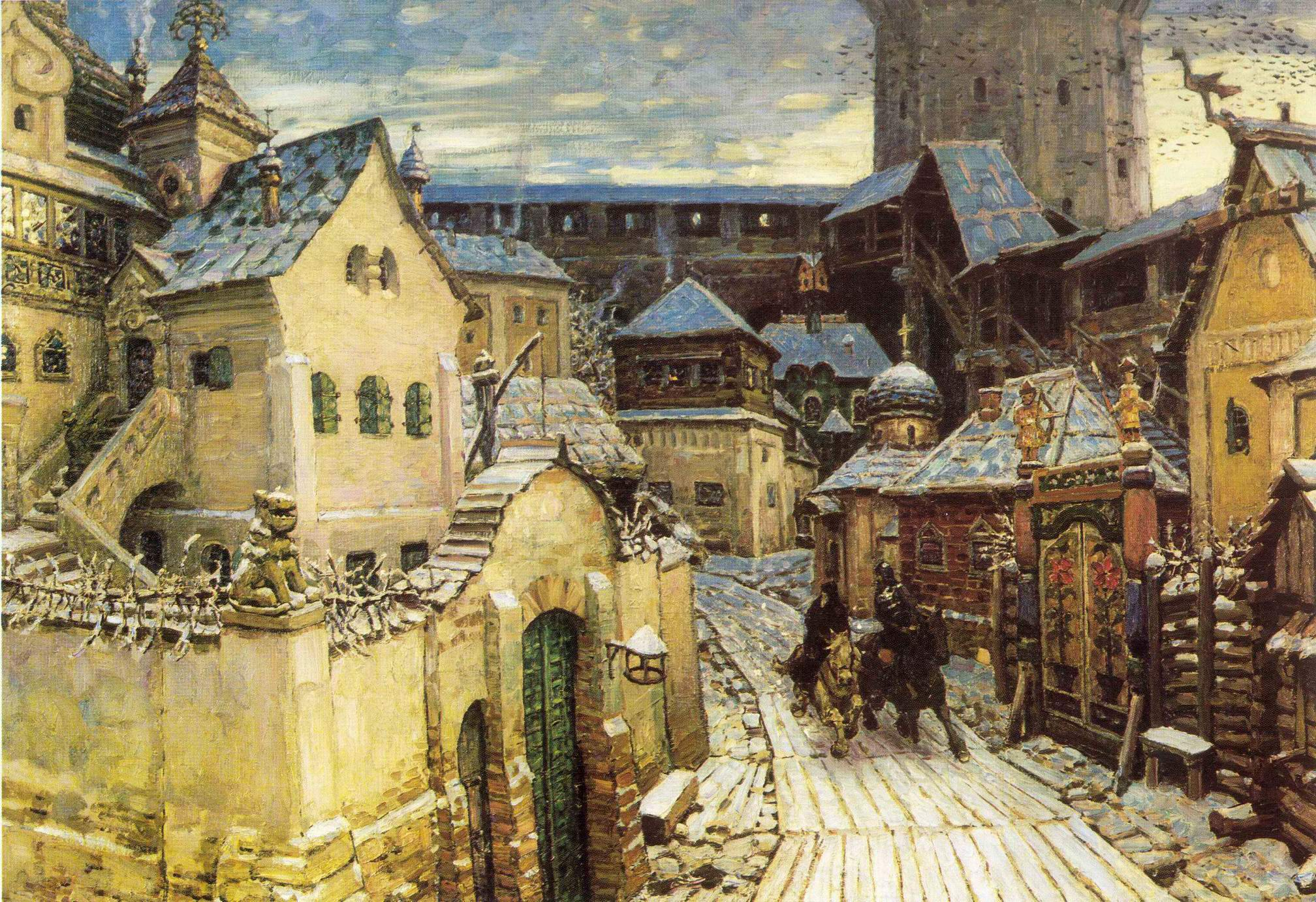
„Sosirea solilor la Kremlin”, pictură de Apollinari Vasnețov

Cnezatul Moscovei a rămas un teritoriu destul de puțin cunoscut în Europa Occidentală până când baronul Sigismund von Herberstein a publicat Rerum Moscoviticarum Commentarii în 1549. Această lucrare a asigurat o vedere de ansamblu asupra unei țari despre care nu se știa mai nimic la acea vreme. Pe la jumatea secolului al XVI-lea, Rusia a fost vizitată de Adam Olearius, ale cărui scrieri au fost traduse în scurtă vreme în mai multe limbi europene. 
Negustorii englezi și olandezi au explorat în continuare Rusia. Unul dintre ei, Richard Chancellor, a navigat pe Marea Albă în 1553 și și-a continuat mai apoi drumul pe uscat până la Moscova. La întoarcerea în Anglia, el a fondat Muscovy Company împreună cu Sebastian Cabot, Sir Hugh Willoughby și câțiva alți negustori bogați londonezi. Ivan cel Groaznic a folosit acești negustori ca să schimbe scrisori cu regina Elizabeta I și este posibil ca tot prin intermediul lor să o fi cerut în căsătorie.

## Începuturile Imperiului Rus
În secolul al XVIII-lea, rusia estica a fost transformată dintr-un stat asiatic, oarecum izolat și tradiționalist în mult mai dinamicul și parțial occidentalizatul Imperiu Rus. Această transformare a fost datorată în mare măsură viziunii, hotărârii și energiei celui care avea să rămână în istorie cu numele de Petru cel Mare. Istoricii discută încă asupra gradului în care Petru cel Mare a reușit să influențeze transformarea Rusiei într-un stat modern, dar sunt cu toții de acord că el a pus fundațiile imperiului pentru următoareloe două secole. Epoca inițializată de Petru cel Mare a marcat apariția pe scena politcă europeană a unei noi puteri. Dar, deși Rusia avea să joace un rol important în politica secolului care avea să urmeze, păstrarea relațiilor de muncă bazate de iobăgie a influențat în mod negativ și pe scară mare progresul economic. În vreme ce creșterea economică occidentală se baza pe Revoluția Industrială care apăruse în a doua jumătate a secolului al XVIII-lea, Rusia rămânea și mai mult în urmă, creînd noi probleme imperiului.